# 三北高速公路
三江－北海高速公路，简称三北高速，是中华人民共和国广西壮族自治区的一条省级高速公路，连接柳州市三江侗族自治县与北海市，编号为桂高速S31。三北高速纵贯广西全境，连通内陆与沿海，是一条省级交通干道。

## 分段情况

### 三江至柳州段
全长168.37公里，起于柳州市三江侗族自治县寨准村以北的 厦蓉高速枢纽，止于柳江区洛满镇，与 汕昆高速连接。三北高速的规划起点即位于厦蓉高速上，2017年10月26日厦蓉高速广西段建成通车，亦标志三北高速全线通车，规划目标达成。
由于地形地貌因素，三柳高速选址融江（柳江上游河段）附近，进入融安县境内后开始与融江平行。有三座建在融江上的大桥，同一条河流跨越了三次，自南向北有：洞诺融江大桥（柳城县凤山镇）、浮石融江大桥（融安县浮石镇）、塘库融江特大桥（三江侗族自治县境内）。
三柳高速对柳州市有极其重要的战略意义，该高速连通柳州北部融安、融水、三江三县，结束了这三个县长期不通高速的历史，使其与柳州市区的联系更为紧密。

### 柳州绕城高速段
这一段是 柳州绕城高速的组成部分，为原 宜柳高速公路的一段，于1998年10月开工建设，2000年12月建成通车。前段三柳高速在柳江区洛满镇与宜柳高速公路连接后，约两公里再连接 北环高速公路，向西南方向延伸，终于柳州新兴互通立交，连接 泉南高速。
该段与 泉南高速、 北环高速公路组成了一个倒三角形的环线，围绕柳州市区。这一环线原本不以绕城高速相称，直到2019年才正式定为“柳州绕城高速公路”，赋予编号S3101。

### 柳州至武宣段
全长88.445公里，起于柳州市柳江区穿山镇新兴农场新兴枢纽，止于来宾市武宣县桐岭镇湾龙村附近、马王黔江特大桥，与桂来高速公路（S10，桂平市—来宾市）连接。该段于2015年12月29日建成通车。
柳州至武宣高速公路的开通，使得武宣至柳州的车程由原来的2个小时缩短到1个小时,也将通过三江至北海高速公路把柳州、来宾、贵港、玉林、北海5个地级市联系起来，缓解高速公路交通压力，进一步打通了西南出海大通道，有效提升桂中地区的综合实力和桂中经济带的战略地位。
新兴枢纽也是 柳北高速的起点，从这里开始，两条高速公路并线。

### 贵港至合浦段
贵港至合浦高速公路是三北高速的重要组成部分。起于贵港市港南区鹿唐村，接梧州至贵港高速公路瓦塘互通式立交，路线自北向南经贵港市木梓、浦北县寨圩、福旺、浦北、龙门、张黄、止于合浦县石湾镇南北枢纽（石湾互通式立交），主线全长143.405公里；同步建设浦北、张黄二级公路连接线，长5.327公里。主线采用双向四车道高速公路标准建设，设计速度120公里/小时。项目于2017年10月17日建成通车，标志着三北高速全线初步贯通。

### 合浦至北海段
这一段是原钦北高速公路的组成部分，全长为18.558公里，是广西建设最早的高速公路之一，1999年1月开工，2000年11月通车。起于北海市合浦县石湾镇南北枢纽，止于北海市银海区银滩大道、铁山港大道（北铁一级公路）与该高速公路的十字路口处。终点收费站设在合浦互通以北，经过收费站后延续16千米结束，与北海市区城市道路无缝衔接。